# Böel
Böel település Németországban, Schleswig-Holstein tartományban. Lakosainak száma 697 fő (2023. december 31.). Böel Mohrkirch, Saustrup és Schnarup-Thumby községekkel határos.

## Népesség
A település népességének változása:
| Lakosok száma | 661  | 731  | 737  | 713  | 701  | 711  | 710  | 697  |
|               | 1975 | 2010 | 2014 | 2017 | 2019 | 2021 | 2022 | 2023 |